# Béarn (portaerei)
La portaerei francese Béarn fu la prima unità di questo tipo che servì nella Marine nationale e l'unica fino al 1945, quando prese servizio la Dixmude, una portaerei di scorta già appartenuta alla Gran Bretagna come HMS Biter.

## Storia
Risultato della conversione operata su una nave da battaglia della classe Normandie a partire dal 1923, La Béarn prestò servizio nella marina francese per quarant'anni, tra il 1927 ed il 1967. Si trattava di una nave sperimentale, che all'epoca della sua costruzione era direttamente confrontabile con le navi di tipo analogo che erano in costruzione negli altri Paesi.

La Béarn avrebbe dovuto essere sostituita negli anni trenta dalle più sofisticate portaerei della classe Joffre: tuttavia, queste non furono mai costruite, e la nave restò in servizio nonostante la sua obsolescenza. Ebbe un impiego piuttosto limitato nella seconda guerra mondiale come trasporto di aerei. Fu smantellata in Italia nel 1967.

Il nome Béarn proviene dall'omonima regione storica della Francia.